# Недвигин, Семён Иванович
Семён Ива́нович Недви́гин (24 мая (5 июня) 1895 года, село Семёновское, Алатырский уезд, Симбирская губерния — 9 марта 1962, Саратов, СССР) — советский военачальник, генерал-майор (1940).

## Биография

### Происхождение
Родился 24 мая (5 июня) 1895 года в селе Семёновское Алатырского уезда Российской империи (ныне Порецкого района Чувашской республики). Учился в Порецкой учительской семинарии.
На военной службе с 1915 года, после окончания Омской школы прапорщиков командовал взводом, ротой, был ранен. Участник Гражданской войны. В Красной Армии с 1918 года.
Окончил высшие офицерские курсы «Выстрел» (1923, 1930), бронетанковые курсы (1934), ускоренный курс Высшей военной академии им. К. Е. Ворошилова (1942).
Участник Советско-финской войны. Комбриг, командир 75-й стрелковой дивизии 1-го стрелкового корпуса 8-й армии Ленинградского военного округа. 4 июня 1940 года С. И. Недвигину присвоено звание генерал-майор.
В мае 1941 года 75-я стрелковая дивизия была выдвинута к новым западным границам в Брестскую область и вошла в состав 28-го стрелкового корпуса 4-й армии. Части дивизии сосредоточились по реке Западный Буг, южнее Брестского укреплённого района на стыке ЗОВО и КОВО. Штаб дивизии, политотдел и отдельные спецподразделения дивизии размещались в Малорите.

### Участие в Великой Отечественной войне
Начало Великой Отечественной войны С. И. Недвигин встретил в должности командира 75-й стрелковой дивизии Западного фронта. Дивизия Недвигина обороняла левый фланг 4-й армии (рубеж Пожежин, Малорита, Хотислав), отражая атаки частей немецких 4-й танковой, 1-й кавалерийской и 255-й пехотной дивизий 7 дней — с 22 по 28 июня. Части дивизии при поддержке кораблей Пинской речной военной флотилии (контр-адмирал Д. Д. Рогачёв) непрерывно контратаковали противника. Их высокая активность заставила германское командование предположить, что здесь действует крупная группировка советских войск:

В 20 часов 15 минут я узнал о тяжёлых боях на нашем правом фланге, где с 23 июня у Малориты 53-й армейский корпус успешно отбивал атаки русских.
— командующий немецкой 2-й танковой группой Гудериан, «Воспоминания солдата».
Несмотря на отдельные успехи 75-й стрелковой дивизии, общее положение 4-й армии, особенно на правом фланге, оказалось критическим. По свидетельству комиссара дивизии, полковника И. С. Ткаченко, в ночь с 26 на 27 июня дивизия была полностью окружена. 28 июня 75-я стрелковая дивизия, израсходовав боеприпасы, по инициативе С. И. Недвигина начала отход к Пинску, где 3 июля была переподчинена 21-й армии.
20 июля 1941 года назначен командиром 232-й стрелковой дивизии 66-го стрелкового корпуса 21-й армии, которая вела тяжёлые бои с превосходящими силами противника (43-м армейским корпусом) в Полесье. 
После ликвидации Центрального фронта С. И. Недвигин командовал оперативной группой на Брянском фронте. В сентябре 1941 года получил тяжёлые травмы в автомобильной катастрофе.
С февраля по май 1942 года возглавлял учебный центр Юго-Западного фронта. Затем учился в Высшей военной академии имени К. Е. Ворошилова, окончил ускоренный курс в том же 1942 году.
В 1942—1949 годах (по другим данным — в 1942—1947 годах) заместитель начальника Высших стрелково-тактических курсов усовершенствования комсостава РККА «Выстрел»).

### После войны
С июня 1949 года — председатель Саратовского областного комитета ДОСААФ. С ноября 1950 года в отставке по болезни.
Скончался 9 марта 1962 года в городе Саратов.

## Воинские звания
- полковник (1936)
- комбриг (02.03.1940)
- генерал-майор (04.06.1940)

## Награды
- Орден Ленина (21.02.1945)
- Четыре ордена Красного Знамени (17.03.1943, 3.11.1944, …)
- медали
- наградное оружие (маузер)

## Память
Именем Недвигина названы улицы в городе Малорита и селе Хотислав Брестской области.